# 隱岐國
隱岐國（日语：〔〕／ Okinokuni */?），日本古代的令制國之一，屬山陰道，又稱隱州。隱岐國的領域即為現在島根縣所屬的隱岐島。

## 郡
- 知夫郡
- 海部郡
- 周吉郡
- 隠地郡

## 相關項目
- 日本令制國列表